# 刘庆 (材料学家)
刘庆（1964年11月—），材料学家，教授，主要从事形变金属微观组织及织构表征技术、金属材料塑性变形微观机理及力学行为等方面的研究工作。担任中国金属学会理事，曾任重庆大学材料科学与工程学院院长，重庆大学副校长，入选中华人民共和国教育部第八批"长江学者"特聘教授。现任长三角国家技术创新中心主任、江苏省产业技术研究院院长、上海长三角技术创新研究院院长，南京工业大学先进轻质材料中心主任，第十四届全国人大代表。兼任中国工程科技发展战略江苏研究院执行院长，江苏欧美同学会副会长和江苏省金属学会理事长。

## 生平
1984年获重庆大学学士学位；1987年—1991年获哈尔滨工业大学硕士和博士学位；1987年—1991年任哈尔滨工业大学分析测试中心讲师；1991年—1993年在北京科技大学从事博士后研究，1992年被评为副教授；1993年—1999年在丹麦Riso国家实验室材料部，先后任研究员和高级研究员。
1999年—2006年任清华大学金属材料研究所所长、教授、博士生导师；
2006年—2011年，任重庆大学材料科学与工程学院院长、教授、博士生导师；
2011年—2015年/2019年，任重庆大学副校长、教授、博士生导师；
2014年11月起任江苏省产业技术研究院执行院长、院长；
2019年3月加入南京工业大学，担任先进轻质高性能材料研究中心主任、江苏省先进轻质高性能材料重点实验室主任；
2021年，带领团队创建了长三角国家技术创新中心。

## 研究方向
长期专注于金属塑性加工研究，以先进的电子显微分析技术为主要手段，深入揭示了金属材料塑性变形的微观物理过程和组织演变规律，创建了以调控微观组织的晶体学特性为核心的金属塑性加工组织精细调控的学术思想和技术原理，成果广泛应用于金属材料制备加工领域。现阶段的主要研究方向包括：
1. 先进表征分析技术；
2. 金属材料塑性变形机理；
3. 先进轻量化材料与构件。